# Aldehuela del Codonal
Aldehuela del Codonal – miasto w prowincji Segovia, Kastylii i León, w Hiszpanii. Według spisu z 2004 r. (INE), gmina liczy 45 mieszkańców.